# Darmstädter Künstlerkolonie

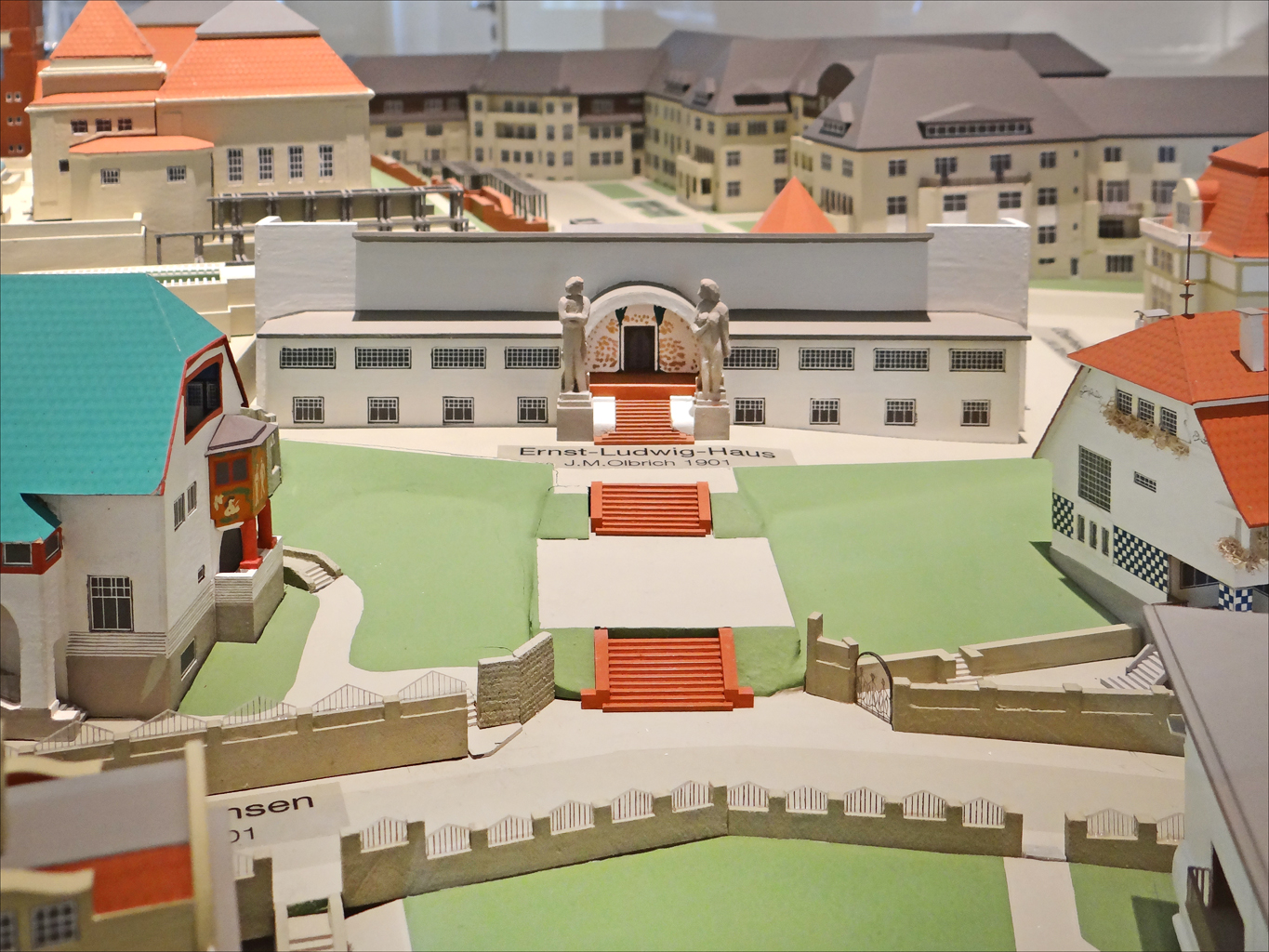
Makieta kolonii, 1914

Darmstädter Künstlerkolonie – kolonia artystyczna w Darmstadt, założona w 1899 roku przez wielkiego księcia Hesji Ernesta Ludwika na wzgórzu Mathildenhöhe; pierwszymi członkami kolonii byli artyści secesji: Peter Behrens (1868–1940), Paul Bürck (1878–1947), Rudolf Bosselt (1871–1938), Hans Christiansen (1866–1945), Ludwig Habich (1872–1949), Patriz Huber (1878–1902) i Joseph Maria Olbrich (1867–1908).
W 2021 roku kolonia na Mathildenhöhe została wpisana na listę światowego dziedzictwa UNESCO.

## Historia
Kolonia została założona w 1899 roku przez wielkiego księcia Hesji Ernesta Ludwika (1868–1937) . Książę zaprosił do Darmstadt siedmiu artystów z Monachium, Paryża i Wiednia: Peter Behrens (1868–1940), Paul Bürck (1878–1947), Rudolf Bosselt (1871–1938), Hans Christiansen (1866–1945), Ludwig Habich (1872–1949), Patriz Huber (1878–1902) i Joseph Maria Olbrich (1867–1908)  . Przez trzy lata wypłacał im pensje .
Artyści, którzy cieszyli się wolnością twórczą, zobowiązani byli do wystawiania swoich prac na wystawach, także dla potencjalnych kupujących . Niektórzy z artystów otrzymali ziemie na wzgórzu Mathildenhöhe, gdzie wznosili dla siebie domu często własnego projektu . Domu te zostały zaprezentowane jako nowoczesne dzieła sztuki – z wnętrzami i wyposażeniem autorstwa artystów – na wystawie „Ein Dokument Deutscher Kunst” (tłum. Dokument Niemieckiej Sztuki) .
W latach 1899–1914 do kolonii przyjechało 23 artystów . Na architekturę Mathildenhöhe największy wpływ mieli Joseph Maria Olbrich, Albin Müller (1871–1941) i Bernhard Hoetger (1874–1949) . Kolonię charakteryzuje zabudowa secesyjna z Hochzeitsturm, salą wystawienniczą i gmachem z atelier artystów .
W sąsiedztwie kolonii książę Ernest Ludwik założył manufakturę porcelany, którą prowadził Jakob Julius Scharvogel (1854–1938), manufakturę szkła artystycznego, którą kierował Josef Emil Schneckendorf (1865–1949), oraz drukarnię „Ernst Ludwig-Presse” prowadzoną przez braci Kleukensów: Friedricha Wilhelma (1878–1956) i Christiana Heinricha (1880–1954) . Kolonia zapoczątkowała nową formę współpracy między pomiędzy artystami a przemysłem, która później była kontynuowana przez Deutscher Werkbund .

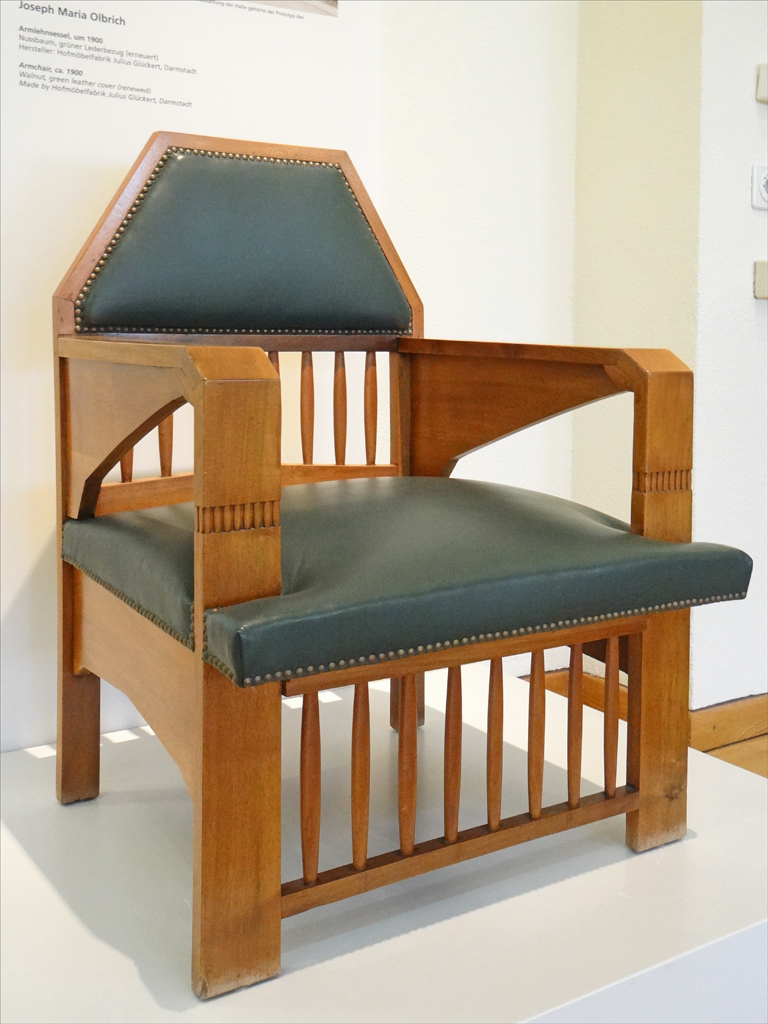
Fotel projektu J. M. Olbricha

Prace użytkowe i artystyczne wszystkich artystów wystawiano na regularnie organizowanych wystawach w 1901, 1904, 1908 i 1914 roku . W 1904 roku na potrzeby wystawy wzniesiono tzw. Drei-Häuser-Gruppe projektu Olbricha  . Z okazji wystawy w 1908 roku powstały Hochzeitsturm i sala wystawiennicza . Wystawy przestały być organizowane wraz z wybuchem I wojny światowej, a kolonia została formalnie rozwiązana w 1929 roku . Przez lata pozostawała w zapomnieniu aż do lat 50. XX w., kiedy zaczęto interesować się secesją . Zainteresowanie kolonią, jej twórcami i ich pracami odżyło po zorganizowanej w 1976 roku wystawie retrospektywnej .
W 1990 roku otwarto Museum Künstlerkolonie Darmstadt (MKKD), dokumentujące działalność kolonii, w którego zbiorach znajdują się obrazy, rzeźby, grafiki, meble, tekstylia, modele architektoniczne, wyroby ceramiczne i jubilerskie zaprojektowane i wykonane przez artystów kolonii .
W 2021 roku kolonia na Mathildenhöhe została wpisana na listę światowego dziedzictwa UNESCO .

## Artyści
W latach 1899–1914 kolonię tworzyli :
- Peter Behrens (1899–1903)
- Rudolf Bosselt(inne języki) (1899–1903)
- Paul Bürck(inne języki) (1899–1902)
- Hans Christiansen (1899–1902)
- Johann Vincenz Cissarz(inne języki) (1903–1906)
- Daniel Greiner (1903–1906)
- Ludwig Habich(inne języki) (1899–1906)
- Paul Haustein(inne języki) (1903–1905)
- Bernhard Hoetger (1911–1914)
- Patriz Huber(inne języki) (1899–1902)
- Heinrich Jobst(inne języki) (1907–1918)
- Friedrich Wilhelm Kleukens(inne języki) (1907–1918)
- Christian Heinrich Kleukens(inne języki) (1913–1918)
- Edmund Körner (1911–1916)
- Emanuel Josef Margold(inne języki) (1911–1929)
- Albin Müller(inne języki) (1906–1914)
- Joseph Maria Olbrich (1897–1908)
- Fritz Osswald(inne języki) (1913–1921)
- Hanns Pellar(inne języki) (1911–1925)
- Ernst Riegel(inne języki) (1906–1912)
- Jakob Julius Scharvogel(inne języki) (1906–1914)
- Josef Emil Schneckendorf(inne języki) (1906–1912)
- Theodor Wende(inne języki) (1913–1921)